# Российско-тонганские отношения
Российско-тонганские отношения — двусторонние дипломатические отношения между Россией и Тонгой. Советский Союз установил дипломатические отношения с Тонга 2 октября 1975 года. В Тонге по совместительству аккредитован посол Российской Федерации в Новой Зеландии, в России также по совместительству — посол Тонги в Великобритании.

## Российско-тонганские отношения
В январе 2008, 2010 и 2012 годов король Тонги Джордж Тупоу V посещал Москву с частными визитами. Торгово-экономические связи практически отсутствуют. Небольшие партии российских товаров доставляются в Тонгу через третьи страны. 2 октября 2005 года министр иностранных дел РФ Сергей Лавров и министр иностранных дел Королевства Тонга обменялись телеграммами с поздравлением по случаю 30-летия установления дипломатических отношений между двумя народами. Его главы выразили уверенность в дальнейшем развитии российско-тонганских отношений в интересах народов обеих стран и укрепления мира и безопасности в Азиатско-Тихоокеанском регионе.